# Tixotropi
Tixotropi är en vätskas viskositets påverkan av skjuvning (rörelse). Tixotropi medför snabb återgång till ursprunglig viskositet vid minskad eller upphörd skjuvning. En suspension av detta slag blir sålunda flytande vid omskakningen, så att den går att hälla ur förvaringskärlet, för att sedan i vila återta den höga konsistens som effektivt förhindrar sedimentation. Vissa icke-Newtonska pseudoplastiska vätskor visar en tidsberoende förändring i viskositet. Ju längre vätskan utsätts för skjuvspänning, desto lägre är dess viskositet. En tixotrop vätska är en vätska som tar en begränsad tid för att uppnå jämviktsviskositet när den utsätts för en brant förändring i skjuvhastighet. Vissa tixotropa vätskor återgår till ett geltillstånd nästan omedelbart, såsom ketchup, och kallas pseudoplastiska vätskor. Andra som yoghurt tar mycket längre tid och kan bli nästan fasta. Många geler och kolloider är tixotropa material, som uppvisar en stabil form i vila men blir flytande när de agiteras. Tixotropi uppstår eftersom partiklar eller strukturerade lösta ämnen kräver tid att organisera sig.

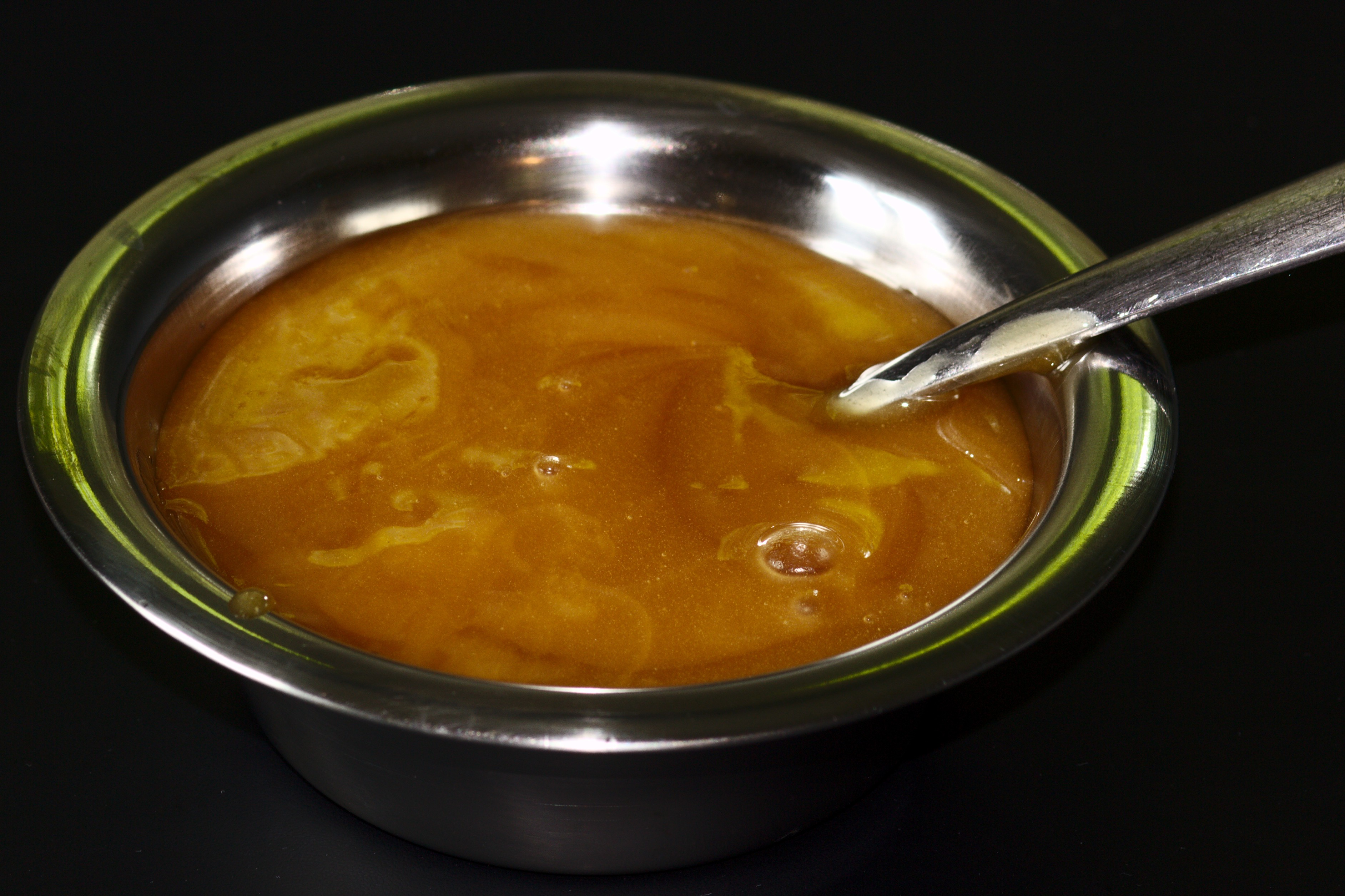
Manukahonung är ett exempel på ett tixotropt material.

Vissa vätskor är anti-tixotropa där konstant skjuvspänning under en tid orsakar en ökning av viskositeten eller till och med stelning. Vätskor som uppvisar denna egenskap kallas ibland reopektiska. Antitixotropa vätskor är mindre väldokumenterade än tixotropa vätskor.

## Historik
Många källor om tixotropi kommer från studier av Bauer och Collins som den tidigaste ursprungskällan. Senare 1923 började andra forskare experimentera med tixotropi och började sedan rapportera att många geler består av vattenhaltiga Fe2O3-dispersioner.
Dessa forskare, Mewis och Barnes, Schalek och Szegvari och H. Freundlich, fick sedan veta att de kunde få gelén att förvandlas till en vätska helt enkelt genom att skaka innehållet. Ju mer man lärde sig om detta material dessto mer det har använts i många andra produkter utan att människorna som framställer dessa produkter uppmärksammats.
Ordet tixotropi kommer från antikgrekiska θίξις thixis 'beröra' (från thinganein 'att röra vid') och -tropy, -tropous, från antikgrekiska -τρόπος -tropos 'om att vända', från τρόπος tropos 'en sväng', från, tre 'till sväng'. Därför kan det översättas som något som vänder (eller förändras) vid beröring. Det uppfanns ursprungligen av Herbert Freundlich för en sol-gel-transformation.

## Naturliga exempel

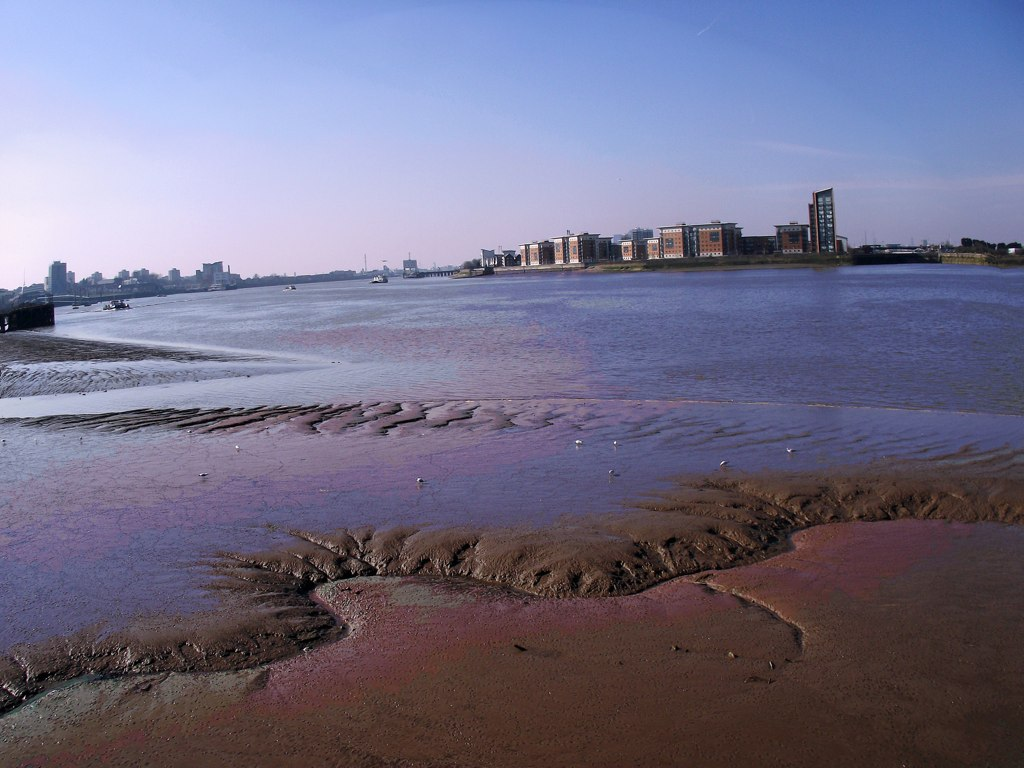
Kvicksand på stranden av Themsen. Kvicksand uppvisar tixotropi i form av skjuvförtunning, genom att det är fast i vila, men snabbt blir flytande när det rörs om.

Vissa leror är tixotropa, påverkade av termokemisk behandling och deras beteende är av stor betydelse inom strukturell och geoteknisk ingenjörskonst. Jordskred, som de som är vanliga i klipporna runt Lyme Regis, Dorset och i Aberfan-bytekatastrofen i Wales är bevis på detta fenomen. På samma sätt är en lahar en jordmassa som förtätas av en vulkanisk händelse, som snabbt stelnar när den kommer till vila.
Borrslam som används i geotekniska tillämpningar kan vara tixotropa. Honung från honungsbin kan också uppvisa denna egenskap under vissa förhållanden (som ljunghonung eller manukahonung).
Både cytoplasman och grundsubstansen i människokroppen är tixotropa, liksom sperma.

## Tillämpningar
Målarfärg, som gjorts tixotrop, blir genom penselns bearbetning lättstruken och minskar tendens till penselränder, men rinner inte vid målning på vertikala ytor. Många typer av färger och bläck – till exempel plastisoler som används i silkscreen textiltryck – uppvisar tixotropa egenskaper.
Tixotrop konsistens kan vara en fördelaktig egenskap hos ett läkemedel.
Tixotropi har visat sig vara användbar på många sätt när det gäller cementpasta. Tixotropin gör att cementen bryts ner på ett sätt som gör att användaren långsamt kan lägga ner pastan på ett kontrollerat sätt så att den sedan kan stelna och torka.
Tixotropi används också i borrvätskor på grund av deras reologiska sammansättning. Detta är dock kopplat till borrhydraulik och hur tixotropi påverkar hydraulikprocessen.

## Negativa effekter
Även om tixotropi har visat sig gynnsamt inom områden som hänför sig till lera och cement, kommer materialet också med många skadliga effekter. För att försöka förhindra tixotropin från att spricka betongens hållbarhet började man använda katatonisk polymer för att motverka tixotropin, men detta medel behövs för att tillåta blandning av lera och cementmaterial. Det finns  inget bra sätt att motverka effekten av tixotropi samtidigt som det låter den bryta ner materialen i cementen och leran.